# DeAndre’ Bembry
DeAndre’ Pierre’ Bembry (* 4. Juli 1994 in Charlotte, North Carolina) ist ein US-amerikanischer Basketballspieler, der zuletzt bei den Milwaukee Bucks in der NBA unter Vertrag stand.

## Laufbahn

### High School
Bembrys Karriere begann bei der Basketballmannschaft der Rocky River High School in Charlotte, North Carolina. Danach spielte er für das Team der St. Patrick High School in Elizabeth, New Jersey, wo er im Schnitt 21,8 Punkte und 9 Rebounds auflegte, was ihm eine Nominierung in das New Jersey All-State First Team sowie eine Ernennung zum 2013 Union County Player of the Year einbrachte.

### College
Nach der High School spielte Bembry für das Basketballteam der Saint Joseph’s University of Philadelphia, die Saint Joseph’s Hawks. Hier gewann er als Freshman den Atlantic-10 Rookie of the Year Award, wurde in das A-10’s All-Conference First Team gewählt und erreichte mit den Hawks durch den Sieg der Conference Championship erstmals seit 2008 das NCAA Tournament. Als Sophomore legte Bembry im Schnitt 17,7 Punkte, 7,7 Rebounds, 3,6 Assists und 1,9 Steals auf und wurde erneut in das A-10’s All-Conference First Team gewählt. Als Junior wurde Bembry wieder in das A-10’s All-Conference First Team gewählt und gewann den Atlantic-10 Player of the Year Award. Bembry legte im Titelspiel um die Conference Championship gegen VCU 30 Punkte auf und führte die Hawks somit zur zweiten Conference Championship sowie zu ihrer zweiten Teilnahme am NCAA Tournament innerhalb von drei Jahren.

### NBA
Atlanta Hawks
Am 23. Juni 2016 wurde Bembry im NBA-Draft an 21. Stelle von den Atlanta Hawks ausgewählt, bei welchen er am 15. Juli 2016 seinen ersten NBA-Vertrag unterzeichnete. Bembry feierte sein NBA-Debüt beim Saisoneröffnungsspiel der Atlanta Hawks am 27. Oktober 2016, einem 114:99-Sieg über die Washington Wizards, bei dem er in zwei Minuten Spielzeit zwei Punkte und einen Rebound auflegte. Im Februar 2017 erzielte Bembry zweimal 10 Punkte, was seinen Punktehöchstwert als Rookie darstellte. Am 24. Oktober 2018 verzeichnete er einen Karrierehöchstwert von 16 Rebounds bei einem 111:104-Sieg über die Dallas Mavericks und am 4. Januar 2019 einen Saisonhöchstwert von 19 Punkten bei einer 144:112-Niederlage gegen die Milwaukee Bucks. Nach mehreren starken Auftritten zu Beginn der Spielzeit 2019–20, darunter eine Performance von 18 Punkten, 10 Rebounds und einem Karrierehöchstwert von 8 Assists gegen die Miami Heat am 31. Oktober 2019, wurde Bembry von den Atlanta Hawks zum Kia 6th Man of the Month October gekürt. Am 22. November 2019 erzielte Bembry in einer 103:128-Niederlage gegen die Detroit Pistons einen Karrierehöchstwert von 22 Punkten.
Toronto Raptors
Zur Spielzeit 2020–21 entschieden sich die Atlanta Hawks gegen eine Vertragsverlängerung, wodurch Bembry zum Unrestricted Free Agent wurde. Am 22. November 2020 unterschrieb Bembry in der Free Agency 2020 einen Vertrag über 2 Jahre und 4 Millionen Dollar bei den Toronto Raptors.
Am 3. August 2021 wurde Bembry von den Toronto Raptors entlassen.
Brooklyn Nets
Am 6. August 2021 einigte sich Bembry mit den Brooklyn Nets auf einen Einjahresvertrag. Dieser wurde am 7. Januar 2022 für den Rest der Spielzeit 2021–22 vollständig garantiert. Am 10. Februar 2022 wurde Bembry von den Brooklyn Nets entlassen.
Milwaukee Bucks
Am 16. Februar 2022 unterschrieb Bembry einen Vertrag bei den Milwaukee Bucks. Am 12. März 2022 verletzte sich Bembry bei einer 109:122-Niederlage gegen die Golden State Warriors am rechten Knie. Am nächsten Tag wurde bekannt gegeben, dass Bembry mit einem Kreuz- und Innenbandriss im rechten Knie für den Rest der Spielzeit 2021–22 ausfallen würde. Am 7. April 2022 wurde Bembry von den Milwaukee Bucks entlassen.

## Persönliches
Zwei Wochen vor dem NBA-Draft 2016 wurde Bembrys jüngerer Bruder, Adrian Potts, bei dem Versuch einen Streit zu schlichten, in Charlotte, North Carolina erschossen. Bembry trägt die Trikotnummer 95 in Erinnerung an seinen Bruder, welcher 1995 geboren wurde.
Bembry ist der Neffe des ehemaligen Basketballspielers Gary Springer und der Cousin von Jaden Springer, welcher bei den Philadelphia 76ers unter Vertrag steht.

## Karriere-Statistiken

### NBA

#### Reguläre Saison
| Jahr     | Team      | GP  | GS | MPG  | FG%  | 3P%  | FT%  | RPG | APG | SPG | BP | PPG |
| -------- | --------- | --- | -- | ---- | ---- | ---- | ---- | --- | --- | --- | -- | --- |
| 2016–17  | Atlanta   | 38  | 1  | 9.8  | .480 | .056 | .375 | 1.6 | .7  | .2  | .1 | 2.7 |
| 2017–18  | Atlanta   | 26  | 3  | 17.5 | .414 | .367 | .576 | 2.8 | 1.9 | .8  | .5 | 5.2 |
| 2018–19  | Atlanta   | 82  | 15 | 23.5 | .446 | .289 | .640 | 4.4 | 2.5 | 1.3 | .5 | 8.4 |
| 2019–20  | Atlanta   | 43  | 4  | 21.3 | .456 | .231 | .542 | 3.5 | 1.9 | 1.3 | .4 | 5.8 |
| 2020–21  | Toronto   | 51  | 12 | 19.1 | .513 | .264 | .682 | 2.9 | 2.1 | 1.0 | .4 | 5.7 |
| 2021–22  | Brooklyn  | 48  | 20 | 19.8 | .568 | .417 | .600 | 3.2 | 1.3 | 1.0 | .5 | 5.8 |
| 2021–22  | Milwaukee | 8   | 0  | 9.6  | .375 | –    | –    | 1.4 | .8  | .3  | .0 | .8  |
| Karriere | Karriere  | 296 | 55 | 19.2 | .474 | .283 | .611 | 3.2 | 1.8 | 1.0 | .4 | 5.9 |

### College
| Jahr     | Team           | GP  | GS  | MPG  | FG%  | 3P%  | FT%  | RPG | APG | SPG | BP | PPG  |
| -------- | -------------- | --- | --- | ---- | ---- | ---- | ---- | --- | --- | --- | -- | ---- |
| 2013–14  | Saint Joseph’s | 34  | 34  | 32.6 | .458 | .346 | .583 | 4.5 | 2.7 | .9  | .6 | 12.1 |
| 2014–15  | Saint Joseph’s | 31  | 31  | 38.6 | .432 | .327 | .638 | 7.7 | 3.6 | 1.9 | .9 | 17.7 |
| 2015–16  | Saint Joseph’s | 36  | 35  | 37.3 | .479 | .266 | .657 | 7.8 | 4.5 | 1.4 | .8 | 17.5 |
| Karriere | Karriere       | 101 | 100 | 36.1 | .457 | .312 | .628 | 6.7 | 3.6 | 1.4 | .8 | 15.7 |